# Pena di morte a Singapore
La pena di morte a Singapore è prevista per alcuni reati.
La città-stato tra il 1994 e il 1999 ha avuto il più alto tasso pro-capite di esecuzioni nel mondo: secondo le stime delle Nazioni Unite in questo periodo ci sono state 13,57 esecuzioni ogni centomila abitanti.
Ogni esecuzione a Singapore viene effettuata mediante impiccagione alla Prigione Changi all'alba del venerdì.

## Statistiche
La seguente tabella sulle esecuzioni è stata compilata da Amnesty International e include le statistiche fornite dal Ministero degli Affari Interni nel gennaio 2001 e i dati del governo riportati dalla France-Presse nel settembre 2003.
I numeri tra parentesi sono riferiti ai cittadini stranieri giustiziati secondo le informazioni divulgate dal Ministero degli Affari Interni di Singapore.
| Anno | per omicidio | per traffico di droga | per reato in materia di armi | Totale |
| ---- | ------------ | --------------------- | ---------------------------- | ------ |
| 1991 | 19           | 7                     |                              | 26     |
| 1992 | 13           | 7                     | 1                            | 21     |
| 1993 | 10           | 2                     |                              | 12     |
| 1994 | 21           | 54                    | 1                            | 76     |
| 1995 | 20           | 52                    | 1                            | 73     |
| 1996 | 10 {7}       | 40 {10}               |                              | 50     |
| 1997 | {3}          | 11 {2}                | 5                            | 15     |
| 1998 | 4 {1}        | 24 {5}                |                              | 28     |
| 1999 | 8 {2}        | 35 {7}                |                              | 43     |
| 2000 | 4 {2}        | 17 {5}                |                              | 21     |
| 2000 |              | 23                    |                              |        |
| 2001 |              | 22                    |                              |        |
| 2004 |              |                       |                              | 8{2}   |
| 2005 |              |                       |                              | 8{1}   |
| 2006 |              |                       |                              | 8{2}   |
| 2007 |              |                       |                              | 3{2}   |
| 2008 | 4            | 2                     | 0                            | 6{3}   |
| 2009 | 1            | 3                     | 1                            | 5{2}   |
| 2010 | 0            | 0                     | 0                            | 0      |

Il capo esecuzioni, Darshan Singh, disse che aveva giustiziato più di 850 persone durante il suo servizio a partire dal 1959, circa 18 persone all'anno.